# 宮崎博
宮崎博（みやざきひろし、1963年3月21日生まれ）は、日本の編集者、文筆家である。

## 来歴・人物
兵庫県神戸市生まれ。明治大学法学部卒業。専攻は法社会学。大学のゼミでは、学者で政治家でもあった栗本慎一郎に学ぶ。
大学卒業後、学習研究社・青人社に入社して雑誌編集者として活躍。青人社で嵐山光三郎が創刊した「月刊ドリブ」5代目の編集長となる。就任後、金と女路線をサブカルチャー色の強い雑誌へと転換させた。
平成6年には、ドリブ別冊の月刊起業塾を編集長として創刊。海外での投資やベンチャービジネスのブームを仕掛ける。その後、青人社取締役を経て、フリーランスとなる。平成13年、サブカル色の濃い雑誌として「月刊レースクイーン・ア・ゴーゴー」をラパンインタナショナルより創刊し、レースクイーンブームの魁となる。その後、高齢者のセカンドライフをテーマにした月刊悠遊自適創刊にエディトリアルディレクターとして参加。海外でのロングステイを積極的に取材した。取材、撮影、デザイン、原稿を一人でこなすマルチ編集者として、単独で雑誌や書籍を製作。
著書製作物に、「日本のワインがすき」「お酢だいすき」「お味噌だいすき」「お酒がすき」「かまぼこ･練り物名品辞典」「お漬物だいすき」「安心のグランドホーム」（以上、日之出出版）「鹿児島のおいしい本格焼酎」（ゴマブックス）など。同時に、「すればするほど幸せになれる感謝のサンプル52」（金井健一著飯塚書店刊）「思った通りの自分になれる31の習慣」（山崎由香子著飯塚書店刊）を編集する。